# 府中市立府中第六中学校
府中市立府中第六中学校（ふちゅうしりつ ふちゅうだいろくちゅうがっこう）は、東京都府中市押立町一丁目にある公立の中学校である。部活動が盛んであり、数多くの部活動が好成績を残している。

## 沿革
- 1966年（昭和41年）4月1日 開校

開校に伴い、府中市立府中第二中学校から181名、府中市立府中第三中学校から34名転入
プール完成
- 1967年

体育館、特別棟完成

## 校区
- 白糸台一丁目の1番、3番、5番、7番、9番、11番、13番、15番、17番及び56から83番
- 白糸台二丁目の1番、3番、5番、7番、9番、11番、13番及び59から72番
- 白糸台三丁目の1番、3番、5番、7番、9番、11番、13番、15番、17番及び44から54番
- 白糸台四丁目の全域
- 白糸台五丁目の全域
- 白糸台六丁目の1番、3番、5番及び15から59番
- 押立町の全域
- 小柳町一丁目の1から5番
- 小柳町三丁目の全域
- 小柳町四丁目の４丁目の1番から28番以外の地域
- 小柳町五丁目の全域
- 小柳町六丁目の全域
- 若松町一丁目の9から24番
- 清水が丘三丁目の1番、2番及び14から25番
- 是政四丁目の31番

## 交通
- 京王電鉄京王線武蔵野台駅から徒歩10分
- 西武鉄道多摩川線白糸台駅から徒歩13分